# Bóng đá tại Thế vận hội Mùa hè 2020 - Nữ (Bảng E)
Bảng E của giải bóng đá nữ tại Thế vận hội Mùa hè 2020 đang diễn ra từ ngày 21 đến ngày 27 tháng 7 năm 2021, bao gồm Canada, Chile, Anh Quốc và chủ nhà Nhật Bản. Hai đội đứng đầu sẽ giành quyền vào vòng đấu loại trực tiếp, trong khi đội xếp thứ ba cũng sẽ giành quyền nếu họ nằm trong số hai đội xếp thứ ba tốt nhất trong cả ba bảng.

## Các đội tuyển
| Vị trí bốc thăm | Đội tuyển | Nhóm | Liên đoàn | Tư cách của vượt qua vòng loại                                                      | Ngày của vượt qua vòng loại | Tham dự Thế vận hội | Tham dự cuối cùng | Thành tích tốt nhất lần trước | Bảng xếp hạng FIFA | Bảng xếp hạng FIFA |
| Vị trí bốc thăm | Đội tuyển | Nhóm | Liên đoàn | Tư cách của vượt qua vòng loại                                                      | Ngày của vượt qua vòng loại | Tham dự Thế vận hội | Tham dự cuối cùng | Thành tích tốt nhất lần trước | Tháng 4-2021       | Tháng 6-2021       |
| --------------- | --------- | ---- | --------- | ----------------------------------------------------------------------------------- | --------------------------- | ------------------- | ----------------- | ----------------------------- | ------------------ | ------------------ |
| E1              | Nhật Bản  | 1    | AFC       | Chủ nhà                                                                             | 7 tháng 9 năm 2013          | 5 lần               | 2012              | Huy chương bạc (2012)         | 11                 | 10                 |
| E2              | Canada    | 3    | CONCACAF  | Hạng 2 Vòng loại bóng đá nữ Thế vận hội Mùa hè 2020 khu vực Bắc, Trung Mỹ và Caribe | 7 tháng 2 năm 2020          | 4 lần               | 2016              | Huy chương đồng (2012, 2016)  | 8                  | 8                  |
| E3              | Anh Quốc  | 2    | UEFA      | Đội tuyển châu Âu hạng 3 Giải vô địch bóng đá nữ thế giới 2019                      | 28 tháng 6 năm 2019         | 2 lần               | 2012              | Tứ kết (2012)                 | 6                  | 6                  |
| E4              | Chile     | 4    | CONMEBOL  | Đội thắng trận play-off CAF–CONMEBOL                                                | 13 tháng 4 năm 2021         | 1 lần               | —                 | Lần đầu                       | 37                 | 37                 |

Ghi chú
1. ↑  Bảng xếp hạng tháng 4 năm 2021 đã được sử dụng để hạt giống cho lễ bốc thăm cuối cùng.
2. 1 2 3 4  Vì Anh Quốc không phải là thành viên của FIFA nên Anh (một thành viên của UEFA) đủ điều kiện thay mặt cho Anh Quốc và thứ hạng của Anh cũng được sử dụng để xếp hạt giống.

## Bảng xếp hạng
| VT | Đội          | ST | T | H | B | BT | BB | HS | Đ | Giành quyền tham dự |
| -- | ------------ | -- | - | - | - | -- | -- | -- | - | ------------------- |
| 1  | Anh Quốc     | 3  | 2 | 1 | 0 | 4  | 1  | +3 | 7 | Tứ kết              |
| 2  | Canada       | 3  | 1 | 2 | 0 | 4  | 3  | +1 | 5 | Tứ kết              |
| 3  | Nhật Bản (H) | 3  | 1 | 1 | 1 | 2  | 2  | 0  | 4 | Tứ kết              |
| 4  | Chile        | 3  | 0 | 0 | 3 | 1  | 5  | −4 | 0 |                     |

Trong tứ kết,
- Đội nhất bảng E sẽ giành quyền để thi đấu với đội xếp thứ 3 của bảng F hoặc bảng G.
- Đội nhì bảng E sẽ giành quyền để thi đấu với đội nhì bảng F.
- Đội xếp thứ 3 của bảng E có thể giành quyền nếu một trong số hai đội xếp thứ 3 tốt nhất để thi đấu với đội nhất bảng G.

## Các trận đấu

### Anh Quốc v Chile
| Anh Quốc         | 2–0                              | Chile |
| ---------------- | -------------------------------- | ----- |
| - White 18', 73' | Chi tiết (TOCOG) Chi tiết (FIFA) |       |

| Anh Quốc | Chile |

| GK               | 1  | Ellie Roebuck      |  |       |
| RB               | 2  | Lucy Bronze        |  |       |
| CB               | 5  | Steph Houghton (c) |  |       |
| CB               | 14 | Millie Bright      |  |       |
| LB               | 12 | Rachel Daly        |  |       |
| CM               | 4  | Keira Walsh        |  | 69'   |
| CM               | 11 | Caroline Weir      |  | 90'   |
| RW               | 17 | Georgia Stanway    |  |       |
| AM               | 8  | Kim Little         |  | 90+2' |
| LW               | 15 | Lauren Hemp        |  | 68'   |
| CF               | 9  | Ellen White        |  |       |
| Cầu thủ dự bị:   |    |                    |  |       |
| FW               | 7  | Nikita Parris      |  | 68'   |
| MF               | 6  | Sophie Ingle       |  | 69'   |
| MF               | 18 | Jill Scott         |  | 90'   |
| FW               | 20 | Ella Toone         |  | 90+2' |
| Huấn luyện viên: |    |                    |  |       |
| Hege Riise       |    |                    |  |       |

| GK               | 1  | Christiane Endler (c) |  |     |
| RB               | 6  | Nayadet López         |  | 81' |
| CB               | 14 | Daniela Pardo         |  |     |
| CB               | 3  | Carla Guerrero        |  |     |
| LB               | 18 | Camila Sáez           |  |     |
| RM               | 15 | Daniela Zamora        |  |     |
| CM               | 8  | Karen Araya           |  |     |
| CM               | 4  | Francisca Lara        |  |     |
| LM               | 10 | Yanara Aedo           |  | 78' |
| AM               | 11 | Yessenia López        |  | 70' |
| CF               | 9  | María José Urrutia    |  |     |
| Cầu thủ dự bị:   |    |                       |  |     |
| MF               | 20 | Francisca Mardones    |  | 70' |
| FW               | 7  | Yenny Acuña           |  | 78' |
| FW               | 16 | Rosario Balmaceda     |  | 81' |
| Huấn luyện viên: |    |                       |  |     |
| José Letelier    |    |                       |  |     |

| Trợ lý trọng tài: Bernadettar Kwimbira (Malawi) Mary Njorge (Kenya) Trọng tài thứ tư: Ndidi Patience Madu (Nigeria) Trợ lý trọng tài video: Abdulla Al-Marri (Qatar) Trợ lý trọng tài video bổ sung: Muhammad Taqi (Singapore) |

### Nhật Bản v Canada
| Nhật Bản       | 1–1                              | Canada        |
| -------------- | -------------------------------- | ------------- |
| - Iwabuchi 84' | Chi tiết (TOCOG) Chi tiết (FIFA) | - Sinclair 6' |

| Nhật Bản | Canada |

| GK               | 1  | Ikeda Sakiko     |  |     |
| RB               | 2  | Shimizu Risa     |  |     |
| CB               | 4  | Kumagai Saki (c) |  |     |
| CB               | 5  | Minami Moeka     |  |     |
| LB               | 17 | Kitamura Nanami  |  |     |
| RM               | 13 | Shiokoshi Yuzuho |  | 62' |
| CM               | 8  | Miura Narumi     |  |     |
| CM               | 7  | Nakajima Emi     |  | 76' |
| LM               | 14 | Hasegawa Yui     |  | 90' |
| CF               | 9  | Sugasawa Yuika   |  | 46' |
| CF               | 10 | Iwabuchi Mana    |  |     |
| Cầu thủ dự bị:   |    |                  |  |     |
| FW               | 11 | Tanaka Mina      |  | 46' |
| MF               | 12 | Endo Jun         |  | 62' |
| MF               | 6  | Sugita Hina      |  | 76' |
| FW               | 15 | Momiki Yuka      |  | 90' |
| Huấn luyện viên: |    |                  |  |     |
| Takakura Asako   |    |                  |  |     |

| GK               | 1  | Stephanie Labbé        | 53' | 58' |
| RB               | 10 | Ashley Lawrence        |     |     |
| CB               | 3  | Kadeisha Buchanan      |     |     |
| CB               | 4  | Shelina Zadorsky       |     |     |
| LB               | 2  | Allysha Chapman        |     |     |
| CM               | 11 | Desiree Scott          |     |     |
| CM               | 5  | Quinn                  |     | 73' |
| RW               | 15 | Nichelle Prince        |     | 85' |
| AM               | 17 | Jessie Fleming         |     |     |
| LW               | 16 | Janine Beckie          |     |     |
| CF               | 12 | Christine Sinclair (c) |     | 85' |
| Cầu thủ dự bị:   |    |                        |     |     |
| GK               | 18 | Kailen Sheridan        |     | 58' |
| FW               | 6  | Deanne Rose            |     | 73' |
| FW               | 13 | Évelyne Viens          |     | 85' |
| FW               | 9  | Adriana Leon           |     | 85' |
| Huấn luyện viên: |    |                        |     |     |
| Bev Priestman    |    |                        |     |     |

| Trợ lý trọng tài: Neuza Back (Brasil) Mónica Amboya (Ecuador) Trọng tài thứ tư: Maria Rivet (Mauritius) Trợ lý trọng tài video: Wagner Reway (Brasil) Trợ lý trọng tài video bổ sung: Tiago Martins (Bồ Đào Nha) |

### Chile v Canada
| Chile               | 1–2                              | Canada            |
| ------------------- | -------------------------------- | ----------------- |
| - Araya 57' (ph.đ.) | Chi tiết (TOCOG) Chi tiết (FIFA) | - Beckie 39', 47' |

| Chile | Canada |

| GK               | 1  | Christiane Endler (c) |     |       |
| RB               | 16 | Rosario Balmaceda     |     |       |
| CB               | 14 | Daniela Pardo         | 19' | 90+3' |
| CB               | 3  | Carla Guerrero        |     |       |
| LB               | 18 | Camila Sáez           |     |       |
| RM               | 15 | Daniela Zamora        |     |       |
| CM               | 8  | Karen Araya           |     |       |
| CM               | 4  | Francisca Lara        |     |       |
| LM               | 10 | Yanara Aedo           |     |       |
| AM               | 11 | Yessenia López        | 64' | 85'   |
| CF               | 9  | María José Urrutia    |     |       |
| Cầu thủ dự bị:   |    |                       |     |       |
| FW               | 7  | Yenny Acuña           |     | 85'   |
| FW               | 19 | Javiera Grez          |     | 90+3' |
| Huấn luyện viên: |    |                       |     |       |
| José Letelier    |    |                       |     |       |

| GK               | 18 | Kailen Sheridan        |     |     |
| RB               | 10 | Ashley Lawrence        |     |     |
| CB               | 3  | Kadeisha Buchanan      |     |     |
| CB               | 4  | Shelina Zadorsky       |     |     |
| LB               | 8  | Jayde Riviere          |     |     |
| CM               | 11 | Desiree Scott          | 79' |     |
| CM               | 7  | Julia Grosso           |     | 61' |
| RW               | 16 | Janine Beckie          |     |     |
| AM               | 17 | Jessie Fleming         |     |     |
| LW               | 15 | Nichelle Prince        |     | 61' |
| CF               | 12 | Christine Sinclair (c) |     |     |
| Cầu thủ dự bị:   |    |                        |     |     |
| MF               | 5  | Quinn                  |     | 61' |
| FW               | 6  | Deanne Rose            |     | 61' |
| Huấn luyện viên: |    |                        |     |     |
| Bev Priestman    |    |                        |     |     |

| Trợ lý trọng tài: Katrin Rafalski (Đức) Susanne Küng (Thụy Sĩ) Trọng tài thứ tư: Maria Rivet (Mauritius) Trợ lý trọng tài video: Muhammad Taqi (Singapore) Trợ lý trọng tài video bổ sung: Abdulla Al-Marri (Qatar) |

### Nhật Bản v Anh Quốc
| Nhật Bản | 0–1                              | Anh Quốc    |
| -------- | -------------------------------- | ----------- |
|          | Chi tiết (TOCOG) Chi tiết (FIFA) | - White 74' |

| Nhật Bản | Anh Quốc |

| GK               | 18 | Yamashita Ayaka  | 79' |     |
| RB               | 2  | Shimizu Risa     |     |     |
| CB               | 4  | Kumagai Saki (c) |     |     |
| CB               | 5  | Minami Moeka     |     |     |
| LB               | 16 | Miyagawa Asato   |     |     |
| RM               | 13 | Shiokoshi Yuzuho |     | 55' |
| CM               | 7  | Nakajima Emi     |     | 80' |
| CM               | 6  | Sugita Hina      |     |     |
| LM               | 14 | Hasegawa Yui     |     |     |
| CF               | 20 | Hayashi Honoka   | 30' | 67' |
| CF               | 11 | Tanaka Mina      |     | 67' |
| Cầu thủ dự bị:   |    |                  |     |     |
| FW               | 15 | Momiki Yuka      |     | 55' |
| MF               | 12 | Endo Jun         |     | 67' |
| MF               | 8  | Miura Narumi     |     | 67' |
| FW               | 10 | Iwabuchi Mana    |     | 80' |
| Huấn luyện viên: |    |                  |     |     |
| Takakura Asako   |    |                  |     |     |

| GK               | 1  | Ellie Roebuck   |  |     |
| RB               | 2  | Lucy Bronze     |  |     |
| CB               | 5  | Steph Houghton  |  |     |
| CB               | 16 | Leah Williamson |  |     |
| LB               | 3  | Demi Stokes     |  |     |
| CM               | 4  | Keira Walsh     |  |     |
| CM               | 6  | Sophie Ingle    |  | 59' |
| RW               | 7  | Nikita Parris   |  | 76' |
| AM               | 8  | Kim Little (c)  |  | 89' |
| LW               | 15 | Lauren Hemp     |  | 88' |
| CF               | 9  | Ellen White     |  |     |
| Cầu thủ dự bị:   |    |                 |  |     |
| MF               | 11 | Caroline Weir   |  | 59' |
| DF               | 12 | Rachel Daly     |  | 76' |
| MF               | 17 | Georgia Stanway |  | 88' |
| MF               | 18 | Jill Scott      |  | 89' |
| Huấn luyện viên: |    |                 |  |     |
| Hege Riise       |    |                 |  |     |

| Trợ lý trọng tài: Ekaterina Kurochkina (Nga) Sanja Rodak (Croatia) Trọng tài thứ tư: Ndidi Patience Madu (Nigeria) Trợ lý trọng tài video: Bibiana Steinhaus (Đức) Trợ lý trọng tài video bổ sung: Chris Penso (Hoa Kỳ) |

### Chile v Nhật Bản
| Chile | 0–1                              | Nhật Bản     |
| ----- | -------------------------------- | ------------ |
|       | Chi tiết (TOCOG) Chi tiết (FIFA) | - Tanaka 77' |

| Chile | Nhật Bản |

| GK                  | 1  | Christiane Endler (c) |  |     |
| CB                  | 14 | Daniela Pardo         |  | 76' |
| CB                  | 3  | Carla Guerrero        |  |     |
| CB                  | 18 | Camila Sáez           |  |     |
| RM                  | 16 | Rosario Balmaceda     |  | 46' |
| CM                  | 8  | Karen Araya           |  |     |
| CM                  | 11 | Yessenia López        |  | 83' |
| LM                  | 4  | Francisca Lara        |  |     |
| AM                  | 10 | Yanara Aedo           |  | 83' |
| CF                  | 9  | María José Urrutia    |  |     |
| CF                  | 15 | Daniela Zamora        |  | 56' |
| Vào sân thay người: |    |                       |  |     |
| DF                  | 17 | Javiera Toro          |  | 46' |
| FW                  | 19 | Javiera Grez          |  | 56' |
| MF                  | 20 | Francisca Mardones    |  | 76' |
| FW                  | 7  | Yenny Acuña           |  | 83' |
| DF                  | 13 | Fernanda Pinilla      |  | 83' |
| Huấn luyện viên:    |    |                       |  |     |
| José Letelier       |    |                       |  |     |

| GK                  | 18 | Ayaka Yamashita  |     |     |
| RB                  | 2  | Risa Shimizu     |     |     |
| CB                  | 4  | Saki Kumagai (c) | 90' |     |
| CB                  | 3  | Saori Takarada   |     |     |
| LB                  | 17 | Nanami Kitamura  |     |     |
| RM                  | 14 | Yui Hasegawa     |     | 66' |
| CM                  | 8  | Narumi Miura     | 60' | 83' |
| CM                  | 20 | Honoka Hayashi   |     | 55' |
| LM                  | 6  | Hina Sugita      |     |     |
| CF                  | 10 | Mana Iwabuchi    |     |     |
| CF                  | 9  | Yuika Sugasawa   |     | 46' |
| Vào sân thay người: |    |                  |     |     |
| FW                  | 11 | Mina Tanaka      |     | 46' |
| MF                  | 12 | Jun Endo         |     | 55' |
| MF                  | 21 | Momoka Kinoshita |     | 66' |
| MF                  | 7  | Emi Nakajima     |     | 83' |
| Huấn luyện viên:    |    |                  |     |     |
| Asako Takakura      |    |                  |     |     |

| Trợ lý trọng tài: Shirley Perello (Honduras) Mary Blanco (Colombia) Trọng tài thứ tư: Ndidi Patience Madu (Nigeria) Trợ lý trọng tài video: Paweł Raczkowski (Ba Lan) Trợ lý trọng tài video bổ sung: Roi Reinshreiber (Israel) |

### Canada v Anh Quốc
| Canada     | 1–1                              | Anh Quốc   |
| ---------- | -------------------------------- | ---------- |
| - Leon 55' | Chi tiết (TOCOG) Chi tiết (FIFA) | - Weir 85' |

| Canada | Anh Quốc |

| GK                  | 1  | Stephanie Labbé       |     |     |
| RB                  | 8  | Jayde Riviere         | 24' |     |
| CB                  | 3  | Kadeisha Buchanan (c) |     |     |
| CB                  | 14 | Vanessa Gilles        |     |     |
| LB                  | 10 | Ashley Lawrence       |     | 81' |
| CM                  | 20 | Sophie Schmidt        |     |     |
| CM                  | 5  | Quinn                 |     | 67' |
| RW                  | 6  | Deanne Rose           |     | 46' |
| AM                  | 16 | Janine Beckie         |     | 46' |
| LW                  | 9  | Adriana Leon          |     |     |
| CF                  | 13 | Évelyne Viens         |     | 54' |
| Vào sân thay người: |    |                       |     |     |
| MF                  | 17 | Jessie Fleming        |     | 46' |
| FW                  | 19 | Jordyn Huitema        |     | 46' |
| FW                  | 15 | Nichelle Prince       |     | 54' |
| MF                  | 7  | Julia Grosso          |     | 67' |
| DF                  | 21 | Gabrielle Carle       |     | 81' |
| Huấn luyện viên:    |    |                       |     |     |
| Bev Priestman       |    |                       |     |     |

| GK                  | 1  | Ellie Roebuck    |  |     |
| RB                  | 2  | Lucy Bronze      |  |     |
| CB                  | 16 | Leah Williamson  |  |     |
| CB                  | 14 | Millie Bright    |  |     |
| LB                  | 3  | Demi Stokes      |  |     |
| CM                  | 18 | Jill Scott       |  | 63' |
| CM                  | 6  | Sophie Ingle (c) |  | 77' |
| RW                  | 12 | Rachel Daly      |  | 63' |
| AM                  | 11 | Caroline Weir    |  |     |
| LW                  | 17 | Georgia Stanway  |  |     |
| CF                  | 7  | Nikita Parris    |  |     |
| Vào sân thay người: |    |                  |  |     |
| MF                  | 8  | Kim Little       |  | 63' |
| FW                  | 9  | Ellen White      |  | 63' |
| FW                  | 10 | Fran Kirby       |  | 77' |
| Huấn luyện viên:    |    |                  |  |     |
| Hege Riise          |    |                  |  |     |

| Trợ lý trọng tài: Lucie Ratajova (Cộng hòa Séc) Maryna Striletska (Ukraina) Trọng tài thứ tư: Kate Jacewicz (Úc) Trợ lý trọng tài video: Mahmoud Mohamed Ashour (Ai Cập) Trợ lý trọng tài video bổ sung: Wagner Reway (Brasil) |

## Kỷ luật
Điểm đoạt giải phong cách sẽ được sử dụng như một tiêu chí nếu tổng thể và kỷ lục đối đầu của các đội tuyển được cân bằng. Số thẻ này được tính dựa trên số thẻ vàng và thẻ đỏ nhận được trong tất cả các trận đấu bảng như sau:
- thẻ vàng đầu tiên: trừ 1 điểm;
- thẻ đỏ gián tiếp (thẻ vàng thứ hai): trừ 3 điểm;
- thẻ đỏ trực tiếp: trừ 4 điểm;
- thẻ vàng và thẻ đỏ trực tiếp: trừ 5 điểm;

Chỉ có một trong các khoản khấu trừ trên được áp dụng cho một cầu thủ trong một trận đấu.
| Đội tuyển | Trận 1   | Trận 1                                    | Trận 1 | Trận 1            | Trận 2   | Trận 2                                    | Trận 2 | Trận 2            | Trận 3   | Trận 3                                    | Trận 3 | Trận 3            | Điểm |
| Đội tuyển | Thẻ vàng | Thẻ vàng · Thẻ vàng-đỏ (thẻ đỏ gián tiếp) | Thẻ đỏ | Thẻ vàng · Thẻ đỏ | Thẻ vàng | Thẻ vàng · Thẻ vàng-đỏ (thẻ đỏ gián tiếp) | Thẻ đỏ | Thẻ vàng · Thẻ đỏ | Thẻ vàng | Thẻ vàng · Thẻ vàng-đỏ (thẻ đỏ gián tiếp) | Thẻ đỏ | Thẻ vàng · Thẻ đỏ | Điểm |
| --------- | -------- | ----------------------------------------- | ------ | ----------------- | -------- | ----------------------------------------- | ------ | ----------------- | -------- | ----------------------------------------- | ------ | ----------------- | ---- |
| Anh Quốc  |          |                                           |        |                   |          |                                           |        |                   |          |                                           |        |                   | 0    |
| Chile     |          |                                           |        |                   | 2        |                                           |        |                   |          |                                           |        |                   | −2   |
| Canada    | 1        |                                           |        |                   | 1        |                                           |        |                   | 1        |                                           |        |                   | −3   |
| Nhật Bản  |          |                                           |        |                   | 2        |                                           |        |                   | 2        |                                           |        |                   | −4   |